# خديجة صفا
خديجة علي صفا، كاتبة وباحثة لبنانية، لها العديد من الكتب والأبحاث في مجال التصوف والأديان.

## سيرتها
ولدت في العام 1958 ميلادي، في بلدة زبدين إحدى قرى جبل عامل في الجنوب اللبناني.

بالإضافة لكونها كاتبة وباحثة لبنانية، فقد أصدرت عددامن الكتب في مجالات عدة وكتبت مقالات ثقافية في عدد من الصحف اللبنانية

## مؤلفاتها
لها عدد من المؤلفات منها:
1. حالات شطحات متعشّق في الطيران
2. حالات الطيران فوق الأشياء
3. إمام السفينة (بحث حول المهدي)
4. الجفر ماهيته الروحانية
5. عيسلا في عين الكعبة
6. الإسراء والبراق والمعراج وماهيتهم الروحانية
7. من هم اليهود
8. تقنية الفهم التتابعي، قراءة جديدة للتحولات البنائية للرمز والمصطلح عند ابن عربي والبسطامي